# タイ国日本人会
タイ国日本人会（たいこくにほんじんかい、タイ語：สมาคมญี่ปุ่นในประเทศไทย、英語:Japanese Association in Thailand）は、タイ王国バンコクに存在する日本人組織。1913年に創設され、海外の日本人会の中でもっとも古い歴史を持つ。

## 概要
タイ国日本人会は、タイに在住する日本人の間での親睦と相互扶助を行う会である。各文化・スポーツの同好会活動がある。大使館、日系企業とのつながりが深く、緊急時の情報連絡網を形成している。また、日本人墓地の管理、毎年の慰霊祭も行っている。

## 歴史
1913年9月に暹羅日本人会（シャム日本人会）として設立。
1987年8月、サートン通りのサートーンターニー・ビル1階（723㎡）を購入して本館を開設し、日本食レストラン、図書室、各会議室等を併設。
1997年2月、スクムウィット地区に、別館（550㎡）を開設。

## 組織
三役会と理事会を中心に、下部機構として部、機能別の委員会、基金運営委員会を持つ。理事会は、大使館代表、盤谷日本人商工会議所、日本人学校、日本貿易振興機構（JETRO）などの代表を中心に構成され、在タイ日系企業とその家族を中心とした連携を形成している。会長経験者には西野順治郎、大橋寅治郎など。現在の会長は、51代目 島田厚である。

## 三役会
- 会長（島田厚）
- 副会長
- 会計部長
- 総務部長

### 部
1. 総務部
2. 事業部 ‐慰霊祭・懇和会
3. 文化部 ‐各種同好会
4. 厚生部 ‐メイド紹介・・小児育児相談
5. 運動一部 ‐ゴルフ
6. 運動二部 ‐各種スポーツ同好会・ソフトボール大会
7. 教育部 ‐ 英語検定試験
8. クラブ部 ‐図書館
9. 婦人部
10. 青少年部 ‐ 各サークル
11. 会報部 ‐ 月刊誌「クルンテープ」
12. 広報部
13. 企画推進部
14. 会計部

### 委員会
1.食堂運営委員会
2.ラムウォン・盆踊り大会実行委員会
3.予算審議委員会
4.運営協議委員会
5.チャリティーバザー実行委員会
6.チャリティー基金運営委員会
7.納骨堂・カンチャナブリ基金運営委員会
8.厚生基金運営委員会
9.会館・クラブ基金運営委員会
10.選挙管理委員会

## 会員
会員は4,652名（2024年3月31日現在）。2003年頃に会員数およそ9,500名に達したが、近年会員数の減少が見られる。

### 会員サービス
1. 会報誌「クルンテープ」の送付（年4回）
2. 日本人会のイベント告知会報の送付（月2回）
3. 各種同好会への参加
4. 青少年サークルへの参加（会員子弟のみ）
5. 図書館、会議室等の施設利用
6. 懇親会や見学会、講演会等への参加
7. 英語検定の受検
8. メイド相談サービスの利用（毎第一・第三　月曜日10時から12時）
9. 大使館からの安全緊急情報の通知
10. 商店やレストラン等での優待サービス
11. 緊急SMSによる情報送付

## 施設

### 本館（サートーン）
- 図書室（9:00-21:30）
- 会議室、ゲームルーム

所在地: バンコク バーンラック区 シーロム地区 サートーン通り 2　サートーンターニービル2　1階（ชัน ้1 อาคารสาธรธาณี 2 เลขที่ 2 ถนนสาธรเหนือ. แขวงสีลม เขตบางรัก กรุงเทพฯ 10500）

### 別館（スクムウィット）
- 子ども図書館
- 一般向け図書館
- ミーティングルーム
- ファンクションルーム

所在地: バンコク ワッタナー区 クローンタン・ヌア地区 スクムウィット通り ソイ39 181/9 シティ・リゾート・ビル7階（ชัน 7 ซิตี้ รีสอร์ท เลขที่ 181/9　ซอยสุขุมวิท 39  แขวงคลองตันเหนือ เขตวัฒนา กรุงเทพมหานคร 10110）

## 日本人墓地
- タイ国日本人納骨堂（ワット・ラーチャブラナ　通称ワット･リヤップ）
- カンチャナブリ慰霊塔
- ワット・ケンコイ

## 社会貢献
年間でおよそ120万バーツの寄付金が集まり、奨学金、身体障害者施設支援のほか、エイズ患者の養護施設、ハンセン氏病院、貧困女性の職業訓練施設など26の団体に寄付。。

## 月刊誌『クルンテープ』
季刊会報誌「クルンテープ」が発行されている。1968年に発刊されて以来、欠号がない。